# Chappie (film)
Chappie (stilizat ca CHAPPiE) este un film american SF din 2015 regizat și co-scris de Neill Blomkamp. Rolurile principale au fost interpretate de actorii Sharlto Copley și Dev Patel.

## Prezentare
Guvernul din Africa de Sud achiziționează un escadron de roboți autonomi high-tech cu inteligență artificială pe care îi folosește ca o forță de poliție mecanizată pentru a face față unei rate record a criminalității în Johannesburg. Unul dintre aceste roboți de poliție, "Chappie", este furat și reprogramat astfel încât ajung să fie primul robot cu capacitatea de a gândi și simți.

## Distribuție
- Sharlto Copley ca Chappie.[5]
- Dev Patel ca Deon Wilson[6]
- Ninja ca Ninja[6]
- Yolandi Visser ca Yolandi[6]
- Jose Pablo Cantillo ca Amerika
- Sigourney Weaver[7] ca Michelle Bradley
- Hugh Jackman[8] - Vincent Moore
- Brandon Auret - Hippo
- Anderson Cooper în rolul său